# Назімова Алла Олександрівна
Алла Назімова (англ. Alla Nazimova), справжнє ім'я: Марем-Ідес Левентон англ. Marem-Ides Leventon; 22 травня (3 червня) 1879, Ялта — †13 липня 1945, Лос-Анджелес, США) — американська акторка театру та кіно, продюсерка, режисерка та сценаристки українського походження.

## Життєпис
З 15-ти років навчалася в Одеському філармонічному училищі. Після училища була прийнята в Московський художній театр (курс Станіславського). Але ранній успіх не сприяв її акторській кар'єрі. Кілька років Назімова грала на сценах провінційних театрів. 1904 року трупа Павла Орлєньова — чоловіка Назімової, гастролювала в Німеччині, Великій Британії, звідки вирушила до США. Успішна гра Назімової допомогла їй укласти вигідний контракт з одним з Нью-Йоркських театрів.
1910 року Назімова відкрила в Нью-Йорку Театр власного імені. Популярність у театральної аудиторії сприяла запрошенню Алли до Голлівуду, де вона швидко стала однією з найпопулярніших кінозірок.
До кінця своїх днів акторка грала на театральній сцені й знімалася в кіно. Талант колишньої кримчанки знайшов свій вияв і в літературі.
Внесок А. Назімової в американське кіномистецтво відзначений двома зірками на Алеї Слави Голівуда. Одну з своїх п'єс — «Анна Крісті», нобелівський лауреат Юджин О'Ніл написав у розрахунку на гру саме А. Назімової.

## Особисте життя
Назімова була бісексуальною та відкрито мала стосунки з жінками, будучи одруженою з чоловіком.

## Фільмографія
| Рік  | Фільм                   | Оригінальна назва          | Роль                           | Примітки                        |
| 1916 | Війна наречених         | War Brides                 | Джоан                          |                                 |
| 1918 | Одкровення              | Revelation                 | Джолін                         |                                 |
| 1918 | Іграшки долі            | Toys of Fate               | Зора / Гаґа                    |                                 |
| 1918 | Жінка з Франції         | A Woman of France          |                                |                                 |
| 1918 | Око за око              | Eye for Eye                | Гассуна                        | також продюсерка та сценаристка |
| 1919 | З туману                | Out of the Fog             | Віра і Єва                     |                                 |
| 1919 | Червоний ліхтар         | The Red Lantern            | Малі / Бланш Саквілл           |                                 |
| 1919 | Виродок                 | The Brat                   | виродок                        | також продюсерка та сценаристка |
| 1920 | Сильніше смерті         | Stronger Than Death        | Сіґрід Ферсена                 | також продюсерка                |
| 1920 | Серце дитини            | The Heart of a Child       | Саллі Снейп                    | також продюсерка                |
| 1920 | Мадам Пікок             | Madame Peacock             | Джейн Ґоринґ / Ґлорія Кромвелл | також продюсерка та сценаристка |
| 1920 | Мільярди                | Billions                   | принцеса Трілова               | також редакторка та сценаристка |
| 1921 | Каміла                  | Camille                    | Маргарита Ґотьє / Манон Леско  |                                 |
| 1922 | Ляльковий будинок       | A Doll's House             | Нора Елмер                     | також продюсерка та сценаристка |
| 1923 | Саломея                 | Salomé                     | Саломея                        | також продюсерка                |
| 1924 | Мадонна вулиць          | Madonna of the Streets     | Мері Карлсон / Мері Ейнслайг   |                                 |
| 1925 | Спокутаний гріх         | The Redeeming Sin          | Джоан                          |                                 |
| 1925 | Мій син                 | My Son                     | Ана Сільва                     |                                 |
| 1940 | Втеча                   | Escape                     | Еммі Ріттер                    |                                 |
| 1941 | Кров і пісок            | Blood and Sand             | Сеньйора Августа Ґальярдо      |                                 |
| 1944 | В наш час               | In Our Time                | Зофія Орвід                    |                                 |
| 1944 | Міст Сан-Луїс-Рей       | The Bridge of San Luis Rey | Донья Марія, маркіза           |                                 |
| 1944 | З того часу як ви пішли | Since You Went Away        | Зофія Козловська               |                                 |